# Bahnhof Zerf
Der Bahnhof Zerf ist ein ehemaliger Bahnhof an der Ruwertalbahn in Zerf in Rheinland-Pfalz.

## Geschichte
Der Bahnhof Zerf wurde 1889 zusammen mit der Ruwertalbahn errichtet.
1907/08 erhielt der Bahnhof ein Kreuzungs- und ein Rampengleis von 550 m Länge sowie eine Verladerampe von 250 m Länge, welche der militärischen Nutzbarmachung der Bahnstrecke dienten. Diese Gleisanlagen wurden allerdings 1962 wieder entfernt. Als auf der Ruwertalbahn zwischen 1962 und 1965 auf Zugleitbetrieb umgestellt wurde, verlor der Bahnhof Zerf seinen Fahrdienstleiter und das örtliche Personal.
Der Personenverkehr endete 1984/86. Allerdings fuhren zur Bedienung der Bilsteinfabrik und einigen gewerblichen Anlagen zwischen Trier und Zerf immer noch Züge durch den Bahnhof. Der Abschnitt zwischen Zerf und Schillingen war aber offiziell eingestellt. Dass die Strecke dennoch befahren wurde, lag daran, dass die Strecke für die NATO betriebsfähig gehalten werden musste, insbesondere für die Hochwald-Kaserne, Hermeskeil. Dadurch fuhren auch Gesellschaftssonderzüge auf der Strecke. Die Strecke wurde 1998 offiziell stillgelegt und anschließend in einen Radweg umgewandelt, der seit 2009 durchgängig befahrbar ist.

## Bahnhofsgebäude und Bahnhofsumfeld
Das Empfangsgebäude entspricht dem Bautyp anderer Bahnhofsgebäude auf der Ruwertalbahn, beispielsweise den Bahnhöfen Kell oder Pluwig. Von 1908 bis in die 1960er Jahre befanden sich auch Kreuzungs- und Rampengleise im Bahnhof. Diese wurden für militärische Zwecke errichtet, aber auch zur Holzverladung genutzt. Durch den Bau von Rückfallweichen wurde in den 1960er Jahren das Stellwerk entbehrlich. Das Empfangsgebäude wurde einschließlich des Güterschuppen und des Stellwerksanbaus als Wohnhaus verkauft und ist daher seit 1981 in Privatbesitz. Die Familie, die im Bahnhof wohnt, bietet inzwischen eine Wohnung für Touristen an. Das Bahnhofsgebäude steht unter Denkmalschutz.
Am Bahnhof Zerf beginnt die längste Straße in Zerf, welche vom Bahnhof aus zwei Kilometer weit ins Ortszentrum führt.